# Lễ mừng thượng thọ
Thượng thọ hay Lễ mừng thượng thọ hay Lễ khao thượng thọ là lễ mừng thọ các cụ già có độ tuổi từ 80 tuổi trở lên (những người được xem là sống lâu) do con cháu của họ tổ chức đồng thời cũng là lễ mừng của con cháu, vì theo quan niệm đạo đức và tôn giáo, cha mẹ có sống lâu thì con cháu mới được phụng dưỡng, thể hiện đạo hiếu. Thượng thọ được coi là một trong những nét truyền thống của người Việt Nam, thể hiện đạo lý làm người "uống nước nhớ nguồn", "kính trọng người già cả" và đền đáp công ơn sinh thành, dưỡng dục của bậc ông bà, cha mẹ và là một nét đẹp của văn hoá Việt Nam.
Việc tổ chức thượng thọ có thể có nhiều hình thức, quy mô từ lớn đến nhỏ, tùy vào điều kiện và lòng thành của con cháu, việc chủ trì thượng thọ cho các cụ cao tuổi có thể do con cháu trong nhà tự tổ chức hoặc làng xóm hay thậm chí là Nhà nước, các tổ chức xã hội, tôn giáo đứng ra tổ chức đối với những cụ có đóng góp, cống hiến cho đất nước hoặc đức cao vọng trọng. Theo Kinh Thánh, cách ăn ở tốt nhất với cha mẹ mình là hiếu kính, phụng dưỡng, nghe lời cha mẹ khi các vị còn sống, theo đạo Phật thì việc mừng Thượng thọ cũng thể hiện tấm lòng hiếu thảo đối với các bậc sinh thành

## Về độ tuổi
Theo cách hiểu thông thường, chữ "thọ" là chỉ cho những người có tuổi tác cao (tức là cao niên, sống lâu) nên con cháu trong gia đình hoặc là thân tộc làm lễ mừng thọ các Cụ. Chữ "thọ" cũng có thể phân ra nhiều bậc, để biết bậc nào là thọ thấp, thọ cao, thọ nhiều tuổi, ít tuổi. Theo đó, khi chúc "Mừng Thọ" hay chữ "Chúc Thọ" là từ 60 tuổi trở lên. "Trung Thọ" là từ 70 tuổi trở lên, "Thượng Thọ" là từ 80 tuổi trở lên, "Đại Thọ" là từ 90 tuổi trở lên, "Vạn Thọ", "Trường Thọ" cũng có thể chỉ cho những bậc đã sống từ trăm tuổi trở lên, Hoặc có những lời chúc như " Phúc Thọ" là chỉ cho những bậc có phước nhiều, ("Phước Như Đông Hải, Thọ tỷ Nam Sơn"), Còn "Đạo Thọ" là chỉ những bậc tu hành nhiều năm, người có nhiều công đức ("Đạo Thọ Miên Trường") Hoặc có thể dùng chữ "Khánh Tuế" hoặc "Khánh Thọ" để mừng cho các bậc đã thượng thọ hay đại thọ rất là long trọng, tôn kính mừng thọ các bậc bề trên.
Độ tuổi mừng thọ có thể chia làm 4 bậc:
- Hạ thọ: từ 60 tuổi đến 69 tuổi.
- Trung thọ: từ 70 tuổi đến 79 tuổi.
- Thượng thọ: từ 80 tuổi đến 99 tuổi.
- Đại thọ: từ 100 tuổi trở lên.

Theo giáo sư Đào Duy Anh trong tác phẩm Hán Việt Từ điển thì: 60 tuổi gọi là Hạ thọ, 70 tuổi gọi là Trung thọ, 80 tuổi gọi là Thượng thọ.
Ở Việt Nam thời kỳ trước, người bốn mươi tuổi đã được trong làng, trong họ quý như lão ông. Trong làng, 50 tuổi đã được làm lễ lên lão. Dẫu không phải các nhà chức sắc trong làng, nhưng những dịp hội hè đình đám, các cụ lão ra chốn đình trung ngồi riêng cỗ trên chiếu cạp điều. Trong xã hội ngày nay, trong gia đình khi có ông bà, cha mẹ ở tuổi 70, 80, 90... thì con cháu thường tổ chức mừng thọ. Lễ mừng thọ thường nhằm dịp sinh nhật hoặc ngày xuân (vào dịp Tết Nguyên đán). Đây là dịp con cháu báo hiếu ông bà, cha mẹ .

## Nghi lễ
Trong xã hội truyền thống của người Việt (người Kinh), vào dịp đầu năm, đón xuân mới người ta thường tổ chức khao thượng thọ (thường là vào dịp Tết nguyên đán - khoảng mồng hai Tết). Lễ khao thượng thọ được tổ chức trong gia đình và chủ yếu mang tính gia đình (hoặc dòng tộc, gia tộc), khác với lễ lên lão (gọi là lễ ra nhiêu), diễn ra ở đình làng, chủ yếu mang tính xã hội.

### Cỗ bàn
Bên cạnh việc sửa lễ để cáo gia tiên, con cháu cũng sắm lễ để cúng tại đình. Mâm cổ sang trọng hay đơn giản tùy vào tấm lòng thành và điều kiện của con cháu, tuy nhiên cũng giống như những tục lệ cúng, giỗ của người Việt thì mâm cỗ cần phải có các thành phần như xôi, chè, trà, rượu, hoa quả như: chuối, cau, trầu các món cúng như gà, thịt heo, chả... hoặc heo quay nguyên con, bánh sinh nhật, đào (nếu có điều kiện). Cũng có ý kiến cho rằng, khi cha mẹ về già, người làm con hãy cố gắng tổ chức một lễ mừng thọ cho cha mẹ mình và cũng như buổi tiệc sinh nhật, lễ mừng thọ cho cha, mẹ không nên tổ chức quá lớn, nên cố gắng thể hiện là một bữa tiệc thân mật trong gia đình, gia tộc .

### Sự thể
Trong lễ thượng thọ, cha mẹ trong y phục trang trọng, thường là y phục khăn đống, hài (trang phục có màu đồng nhất, màu đỏ hoặc màu vàng) ngồi trên sập kê giữa nhà, hoặc ngồi trước bàn thờ, linh vị hay nơi sang trọng nhất trong căn nhà như gian chính con cháu lần lượt đến kính cẩn dâng rượu (thọ) và đào (tiên), rồi lễ bái cha mẹ, sau đó mời các cụ dự tiệc mừng. Trong lễ này, ngoài con cháu trong nội bộ gia đình, còn có họ hàng nội ngoại gần xa, lân gia và khách mời đến chúc mừng, chứng kiến niềm hạnh phúc của các cụ và con cháu. Tiếp đến là màn con cháu, khách mời dâng quà tặng thượng thọ cho các cụ. Phúc như đông hải thọ tỷ nam sơn.

## Ở một số vùng
Ở mỗi làng quê Việt Nam, lễ thượng thọ cho các cụ cao niên trong làng thường được tổ chức vào những ngày đầu năm, đó là một nét đẹp của văn hóa người dân Việt Nam. Một số nơi như thôn Thọ Sơn, xã Đại Nghĩa, huyện Mỹ Đức, Hà Nội, lễ thượng thọ cho các cụ được tổ chức hàng năm, và năm Canh Dần ngày lễ thượng thọ được tổ chức vào mùng 2 Tết. Ngay từ 6h sáng, bắt đầu nghi lễ múa lân.
Người Việt Nam quan niệm ông bà cha mẹ sống lâu là niềm hạnh phúc, là phúc đức cho con cháu. Lễ thượng thọ ở các làng quê là ngày hội đầu năm, ngày hội của truyền thống "uống nước nhớ nguồn cao đẹp". Một số nhân vật đặc biệt cũng được xã hội quan tâm làm thượng thọ như Võ Chí Công, đại tướng Võ Nguyên Giáp , giáo sư Trần Văn Giàu , Trần Văn Khê , Nguyễn Thiện Thành . Việc tổ chức thượng thọ cho các cụ chủ yếu bằng tấm lòng của con cháu, tuy vậy ở một số nơi, việc tổ chức thượng thọ tại làng xã được cho là linh đình, tốn kém và gây ra nhiều phiền phức cho thực khách .

## Hình ảnh

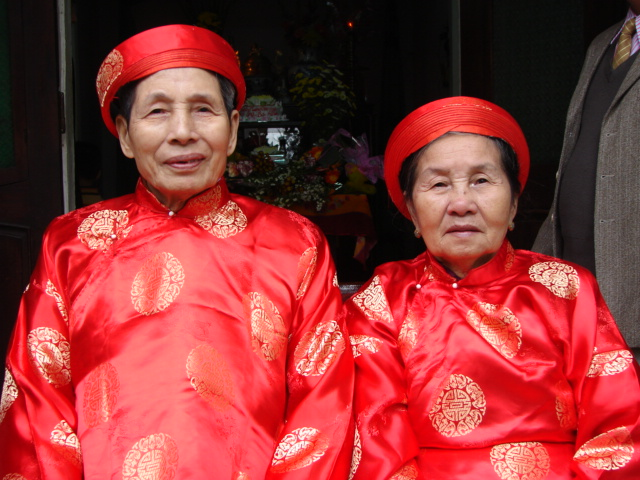
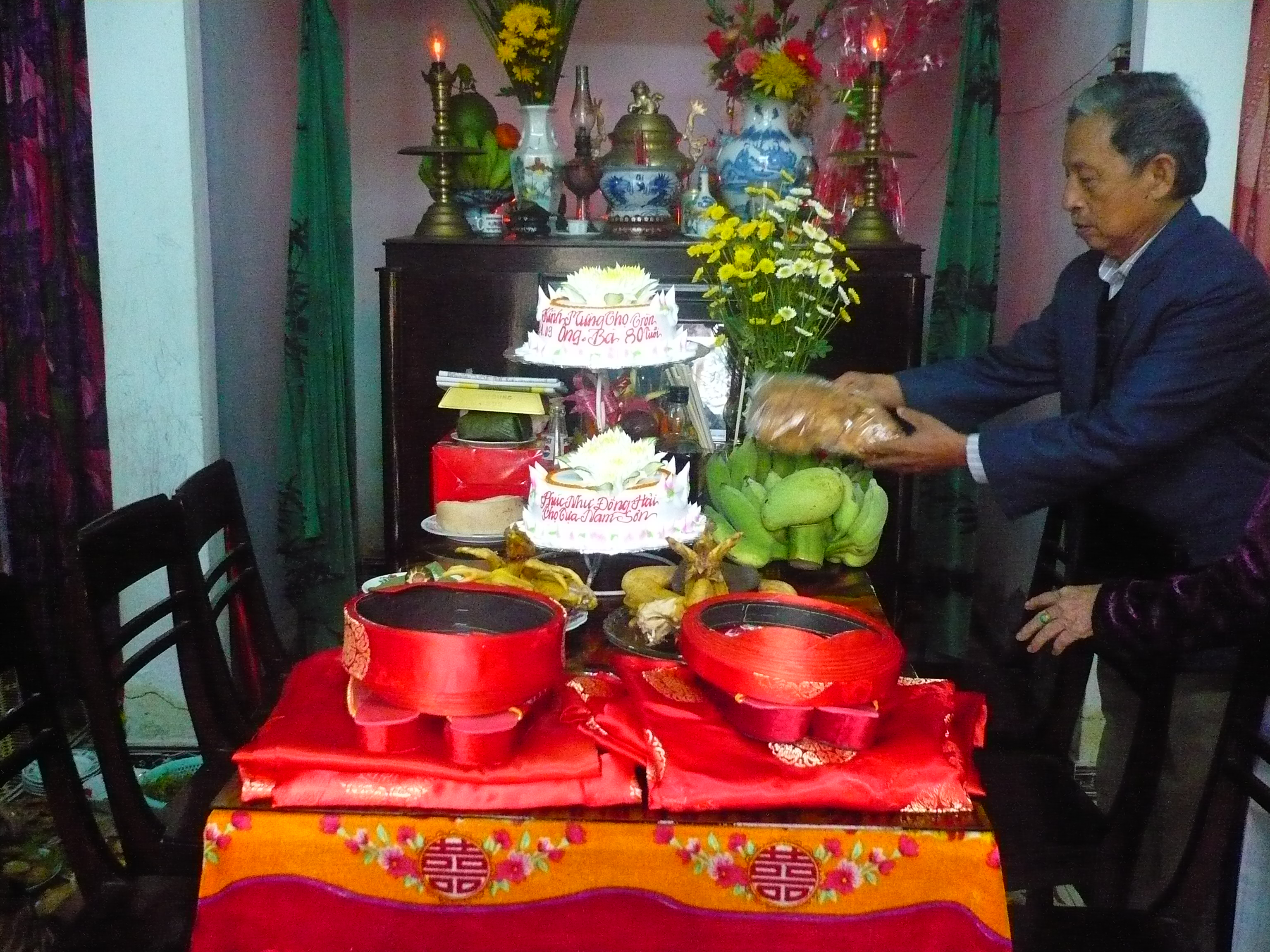
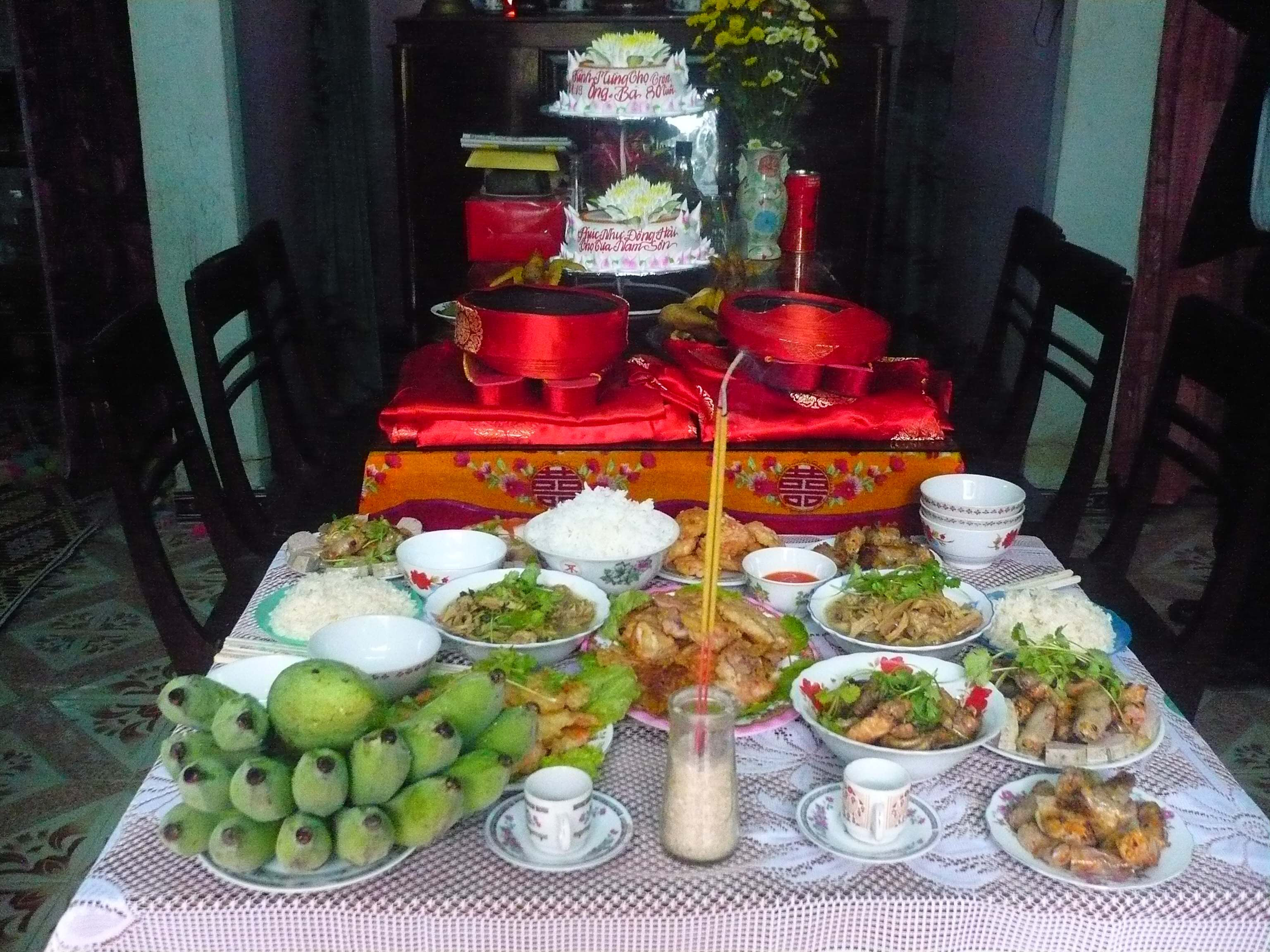
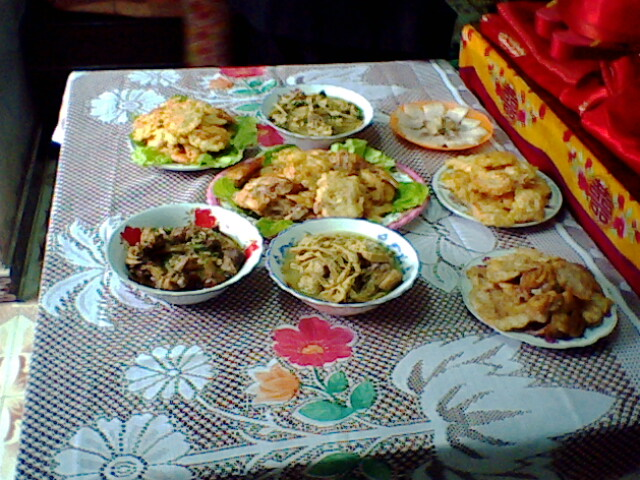